# إنمار (أسطورة)
إنمار (بالإنجليزية: Inmar)‏ إلهة السماء في الأساطير الفنلندية، أصبح الاسم في التراث المسيحي يدل على «أم الإله».